# Мегараптор
Мегараптор (Megaraptor) — ящеротазовий динозавр, що існував у пізній крейді у Південній Америці.
Останки мегараптора, чия назва перекладається як «великий хижак», були виявлені у 1998 році в Патагонії на півдні Аргентини у відкладеннях формації Портесуело. Спочатку знахідку віднесли до карнозаврів. Але при ретельнішому дослідженні з'ясувалося, що цей динозавр належав до алозаврид і є родичем алозавра. Плутанина сталася в основному через гігантські кігті мегараптора. При первинному вивченні ці кігті віднесли до задніх ніг ящера, що робило його схожим на дейноніха. Але потім виявилося, що ці величезні кігті, що сягали 30 см завдовжки, розташовувалися на коротких передніх кінцівках. Це означає, що мегараптор був примітивнішим динозавром, ніж вважали вчені. Кігті на коротких лапах навряд чи могли служити зброєю. Їхнє призначення, скоріше, полягало в тому, щоб розпорювати шкуру вбитої жертви або мертвої тварини.
М'ясоїдний мегараптор і був досить великим: він досягав у довжину 8 м, його зріст — 3 м, а важив ящір близько тонни.